# Anstiftung (Schweiz)
Die Anstiftung ist im Strafrecht der Schweiz eine Teilnahmeform an der deliktischen Handlung, wobei der Teilnehmer – der Anstifter – die (Haupt-)Tat weder selbst ausführt noch über die Tatherrschaft bezüglich der Tat verfügt. In der Schweiz wird diese Teilnahmeform in Art. 24 StGB geregelt. Nach Abs. 1 ist Anstifter, «[w]er jemanden vorsätzlich zu [einem] Verbrechen oder Vergehen bestimmt […]». Dabei ist die Strafandrohung für den Anstifter dieselbe «[…] die auf den Täter Anwendung findet […]».

## Die objektiven Voraussetzungen
Die Anstiftung ist das Bestimmen eines Täters zu einer Haupttat in Form eines Verbrechens, eines Vergehens (nach Art. 24 Abs. 1 StGB) oder, was gesetzlich nicht explizit genannt wird, gemäss Art. 104 StGB oder e contrario Art. 105 Abs. 2 StGB, zu einer Übertretung. Der Anstifter muss bei diesem den Tatentschluss zu einer bestimmten Tat hervorrufen, wobei dieser Entschluss durch eine psychische Einwirkung – mit einer gewissen Intensität – erfolgt und sich auf eine erkennbar gewollte Tat beziehen muss. Daraus folgt, dass die Anstiftung zu «irgendeiner» Tat nicht möglich ist. Denkbar ist neben dem Bestimmen zu einer Tat ebenfalls das blosse Abraten einer Einflussnahme (zu beachten bei Unterlassungsdelikten) um e. g. eine unmittelbar am Leben bedrohte Person zu retten. Die Strafbarkeit der Anstiftung ist rein akzessorisch (limitierte Akzessorietät), was bedeutet, dass diese stets von einer tatbestandsmässigen und rechtswidrigen Haupttat abhängig ist. Die Schuld des Anstifters kann also nur bejaht werden, sofern eine Haupttat vorliegt, die (zumindest) tatbestandsmässig und rechtswidrig ist.

## Die subjektiven Voraussetzungen
Auf subjektiver Seite wird ein doppelter Anstiftervorsatz verlangt. Dabei muss, erstens, die vom unmittelbaren Täter verübte Tat vom Anstifter mindestens in Kauf genommen (Eventualdolus) und zweitens, in gleicher Weise beim Täter den Tatentschluss hervorgerufen worden sein.

## Die versuchte Anstiftung gemäss Art. 24 Abs. 2 StGB
Gemäss Art. 24 Abs. 2 StGB wird wegen Versuchs der Tat bestraft, wer versucht, jemanden zu einem Verbrechen anzustiften. Die Haupttat, zu welcher angestiftet wurde, hat in einem solchen Fall das Versuchsstadium nicht überschritten. Das heisst, dass der Täter die Ausführung der Tat begonnen hat, aber der tatbestandlich definierte Unrechtserfolg der Tat objektiv nicht eingetreten ist. Nach der Schwellentheorie des Schweizerischen Bundesgerichts «[…] zählt zur Ausführung [der Tat] schon jede Tätigkeit, welche nach dem Plan, den sich der Täter gemacht hat, auf dem Weg zum Erfolg den letzten entscheidenden Schritt darstellt, von dem in der Regel nicht mehr zurückgetreten wird, es sei denn wegen äusserer Umstände, die eine Weiterverfolgung der Absicht erschweren oder verunmöglichen» (BGE 83 IV 144 f.; ebenfalls zitiert in BGE 87 IV 155).
Die Strafdrohung ist für Täter und Anstifter dieselbe.
Beim Lösen von Fällen der Anstiftung ist zu beachten, dass stets mit dem Täter begonnen werden muss, welcher der Tat am nächsten steht.

## Abweichen der verübten von der angeregten Tat
Weicht der Angestiftete von der angeregten Tat ab, so können folgende Fälle unterschieden werden:

### Quantitative Verschiedenheit
a) Der Haupttäter verübt zwar eine gleichartige, aber mit geringerer Strafe bedrohte Tat, als vom Anstifter angeregt wurde. Der Anstifter ist wegen vollendeter Anstiftung zur verübten Tat und (wenn es sich um ein Verbrechen handelt) zur versuchten Anstiftung zum angeregten Delikt strafbar.
b) Der Haupttäter verübt zwar eine gleichartige Tat wie angeregt wurde, geht aber über den Vorschlag des Anstifters hinaus, indem er zum Beispiel eine qualifizierte Form der Tat begeht. Hier wird der Anstifter entsprechend seinem Vorsatz wegen Anstiftung zu der von ihm angeregten Tat bestraft, aber nicht darüber hinaus.

### Qualitative Verschiedenheit
Der Haupttäter verübt eine andersartige als die vom Anstifter angeregte Tat. Der Anstifter ist nur wegen Anstiftungsversuch zu der von ihm angeregten Tat zu bestrafen (nur wenn es sich dabei um ein Verbrechen handelt).